# Mailinglijst
Een mailinglijst ofwel verzendlijst is een lijst met (e-mail-)adressen van geadresseerden voor (regelmatige) verzending van (al dan niet elektronische) post (een 'mailing'). Geadresseerden kunnen zich over het algemeen aan- of afmelden bij degene die de lijst beheert.

## Post
Een mailinglijst voor een mailing per post bestaat uit een grote lijst met namen en adressen. Naar deze adressen wordt regelmatig bepaalde post gestuurd, bijvoorbeeld een verenigingsblaadje dat wordt gestuurd aan alle leden.

## E-mail
Een mailinglijst voor een mailing per e-mail bestaat uit een grote lijst met namen en e-mailadressen. Naar deze adressen wordt regelmatig bepaalde elektronische post gestuurd, bijvoorbeeld een nieuwsbrief van een politieke partij die wordt gestuurd aan alle leden. Geadresseerden kunnen zich vaak aan- en afmelden zonder tussenkomst van personen. Er zijn ook mailinglijsten waar men via e-mail op elkaar kan reageren, ook wel discussielijsten genoemd. 